# Tetractenos hamiltoni
Tetractenos hamiltoni är en fiskart som först beskrevs av Richardson 1846.  Tetractenos hamiltoni ingår i släktet Tetractenos och familjen blåsfiskar. Inga underarter finns listade i Catalogue of Life.